# Capital Export Neutrality
La Capital Export Neutrality (CEN) è un concetto molto diffuso nell'economia tributaria o nella scienza delle finanze. È un concetto strettamente collegato a quello di allocazione efficiente delle risorse finanziarie in un contesto di tipo internazionale.
Si ha CEN quando la scala delle preferenze di un investitore circa i paesi in cui investire le proprie risorse finanziarie, basata sui rendimenti che dagli investimenti egli può ottenere, non cambia in base alle differenze dei regimi fiscali vigenti all'interno degli stati in cui l'investitore vuole intervenire finanziariamente o in base alle relazioni esistenti tra il paese in cui il soggetto effettua l'investimento e quello proprio di residenza. Questo vuol dire che per l'investitore, una volta scelta la scala delle preferenze dei paesi in cui investire, questa rimane la stessa al di là dell'introduzione di un'imposta o meno. Per assicurare la CEN occorre che tutti i paesi adottino il principio di residenza come principio di tassazione dei redditi, principio che assicura lo stesso trattamento fiscale degli investimenti indipendentemente dal luogo in cui l'investimento viene effettuato. La CEN è un concetto che si contrappone a quello di Capital Import Neutrality.